# بواب العمارة (فلم)
بواب العمارة هو فيلم مصري من إخراج الكسندر فاركاش وتأليف علي الكسار وبطولة علي الكسار، حامد مرسي، جانيت حبيب، عبد العزيز أحمد، عبد الحميد زكي، علي طبنجات وفتحية محمود صدر الفيلم في 1 يوليو 1935.
هذا الفيلم هو أول فيلم يخرجه الكسندر فاركاش ولم يخرج بعده سوى فيلم بسلامته عايز يتجوز.

## نبذه
يقع عثمان (علي الكسار)البواب في غرام فلة (فتحيه محمود)الخادمه بنفس العمارة. ولسوء حظه تسرق العمارة ذات ليله لإهماله في الحراسة ويتم طرده. ويختاره الثري الأمريكي الأسمر مستر چيمس (بشاره واكيم) من مكتب التخديم ويقترح عليه أن يتبادلا مواقعهما، ليحل عثمان محله عند استقبال خطيبته السمراء القادمة من أمريكا مس هوبكنز (ناجيه إبراهيم-كوكا) التي خطبها بالمراسلة. وتقع مس هوبكنز في غرام عثمان وتحضر فلة للعمل عند الثرى الأمريكي فتفاجأ بوضع عثمان الجديد. وتتضح الحقيقة ويتزوج
عثمان من فلة ومستر چيمس من مس هوبكنز.

## الإيرادات
نجح الفيلم تجارياً حيث حقق 22 ألف جنيه مصري وهو كان ربح خيالي في فترة الثلاثينات مقابل ميزانية لم تتجاوز 1500 جنيه مصري.

## وصلات خارجية
- مقالات تستعمل روابط فنية بلا صلة مع ويكي بيانات